# Junona Albert-Takke
Junona Albert-Takke, ros. Юнона Иосифовна Зингер-Пшепелинская (Альберт-Таке) (ur. w 1898 r. w Galicji, zm. 21 sierpnia 1937 r. w Moskwie) – polska działaczka wojskowa, funkcjonariusz sowieckich służb specjalnych.
Urodziła się jako Junona Przepielińska. W 1918 r. wstąpiła do Polskiej Organizacji Wojskowej (POW). Dowodziła kompanią, a następnie była zastępcą dowódcy batalionu POW. Latem 1920 r. została aresztowana przez CzeKa w wyniku zdrady rezydenta "dwójki" por. Ignacego Dobrzyńskiego. Osadzono ją w więzieniu w Wilnie. Przeszła na stronę bolszewików. Weszła w skład grupy operacyjnej CzeKa na Froncie Zachodnim. Od 1924 r. służyła w Wydziale Zagranicznym OGPU. Skierowano ją do Harbinu jako pracownicę konsulatu sowieckiego, faktycznie wykonywała zadania wywiadowcze. Odpowiadała za sprawy operacyjno-techniczne i łączność rezydentury. Wyszła za mąż za niemieckiego komunistę Ericha Alberta-Takke. Po kilku latach wraz z mężem przeniesiono ją do rezydentury w Niemczech. Po jego aresztowaniu powróciła do Moskwy, skąd trafiła do Ałma-Aty, gdzie pracowała w kierownictwie NKWD Kazachskiej Socjalistycznej Republiki Radzieckiej. 
W poł. maja 1937 r. została aresztowana. Po procesie skazano ją pod koniec sierpnia tego roku na karę śmierci, którą natychmiast wykonano przez rozstrzelanie.
28 grudnia 1967 zrehabilitowana orzeczeniem Wojskowego Trybunału Moskiewskiego Okręgu Wojskowego